# Straßenbahn Schytomyr

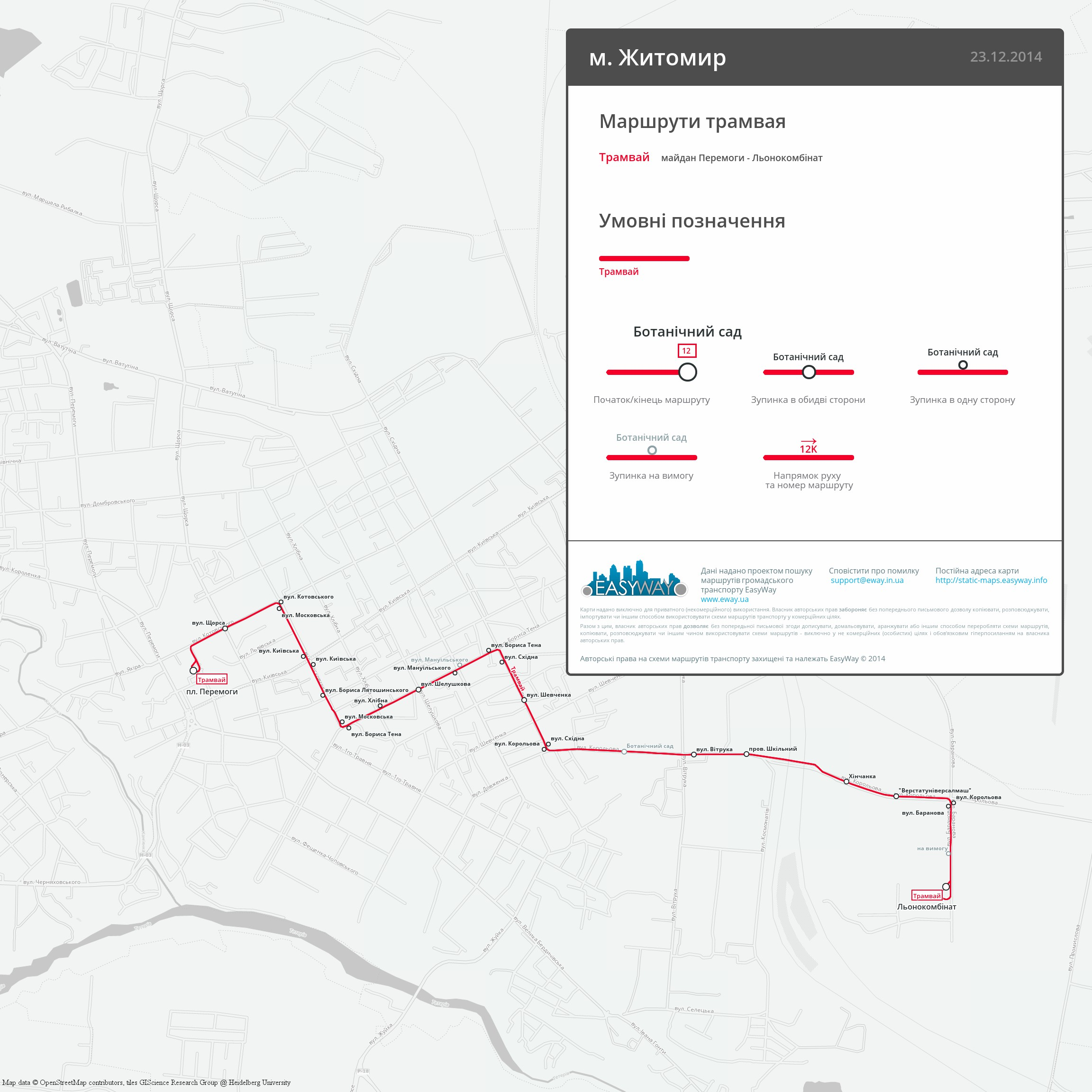
Straßenbahnnetz Schytomyrs (Ukrainische Sprache)

Die Straßenbahn Schytomyr ist ein Straßenbahnbetrieb in Schytomyr in der nördlichen Ukraine. Sie bestand lange Zeit aus einer einzigen Linie, die vom Elektrizitätswerk – südöstlich unterhalb der Stadt an der Straße nach Berditschew gelegen – die Stadt über das Zentrum hinweg von Osten nach Westen durchquerte. Eine Seitenlinie führte vom Zentrum zu dem damals nordöstlich und etwas außerhalb des engeren Stadtgebietes gelegenen Bahnhof.

## Geschichte

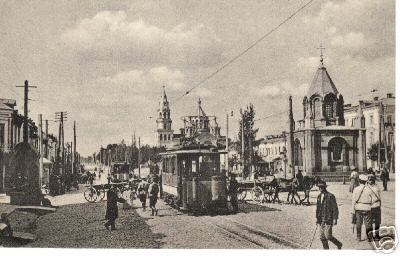
Schytomyrs Straßenbahn im Jahr 1910

Die meterspurige Straßenbahn war eine der ersten im zaristischen Russland und wurde am 3. September 1899 in Betrieb genommen. Als Folge der Kriegshandlungen während der Eroberung der Stadt durch deutsche Truppen war sie ein Jahr lang stillgelegt, da Oberleitungen beschädigt waren, aber auch weil das für die Stromversorgung unverzichtbare Kohlekraftwerk zeitweilig außer Betrieb war.
Ende 1942 veranlasste die deutsche Verwaltung des Gebietes innerhalb des damaligen Reichskommissariats Ukraine die Wiederaufnahme des Betriebs. Zunächst war das Verkehrsmittel jedoch nicht der Bevölkerung zugänglich, da nur ein Motorwagen ohne Anhänger zur Verfügung stand. Erst gegen Mitte des Jahres 1943 gab es regelmäßigen Verkehr mit Haltestellen (ostanowka tramwaja), der aber bereits im Herbst 1943 wieder eingestellt wurde, da die Rückeroberung Schytomyrs durch die Rote Armee neuerlich Kriegsschäden verursachte.

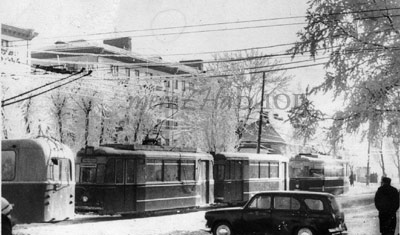
Gotha T57 in Schytomyr

Nach Kriegsende wurde eine Erneuerung des Wagenparks nötig. Ab 1957 wurden in der DDR beim Waggonbau Gotha Straßenbahnwagen des Typs T57 und passende Beiwagen B57 beschafft. Weitere Fahrzeuge gleichen Typs folgten im Jahr 1969 aus Dnipropetrowsk (heute Dnipro), die für ihren Einsatz in Schytomyr von Breitspur (1524 mm) auf Meterspur (1000 mm) umgespurt werden mussten. Diese Fahrzeuge kamen zunächst mit Lyrabügel als auch mit Scherenstromabnehmer zum Einsatz. In den 1960er und in den 1970er Jahren setzte die Entwicklung ein, Schytomyrs Straßenbahnnetz fast vollständig auf Oberleitungsbus umzustellen. So wurden 1964 die Linie 3, im folgenden Jahr die Linie 1 und damit die Strecke zum Bahnhof und im Jahr 1974 die Linie 3 eingestellt und auf O-Bus umgestellt.
Es verblieb bis heute einzig die Linie 5, die durchgehend zweigleisig vom Stadtzentrum in östlicher Richtung zum Kraftwerk führt.
Trotz der umfangreichen Einstellungen von Strecken gelangten ab 1978 die ersten von insgesamt 18 Tatra T4SU des früheren tschechoslowakischen Herstellers ČKD Tatra nach Schytomyr. Im Jahr 1981 zu dem zwei erste Fahrzeuge des Typs Tatra KT4SU, weitere sollten in den Jahren 1985 und 1988 folgen, womit sich der Bestand an KT4SU auf insgesamt 20 erhöhte.
Es ist für das Jahr 2021 geplant, den Straßenbahnbetrieb in Schytomyr einzustellen.

## Betrieb

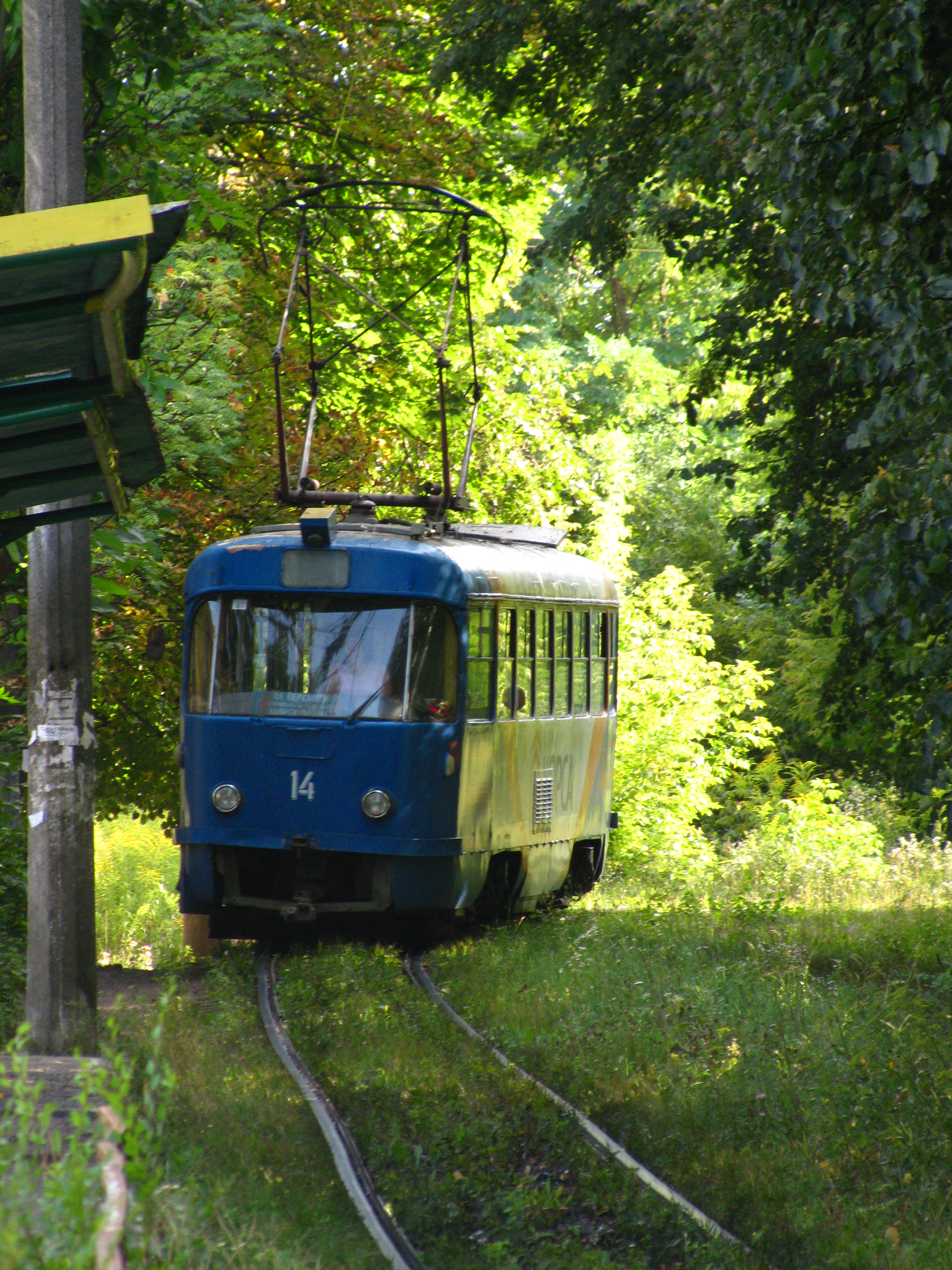
T4SU der Straßenbahn Schytomyr

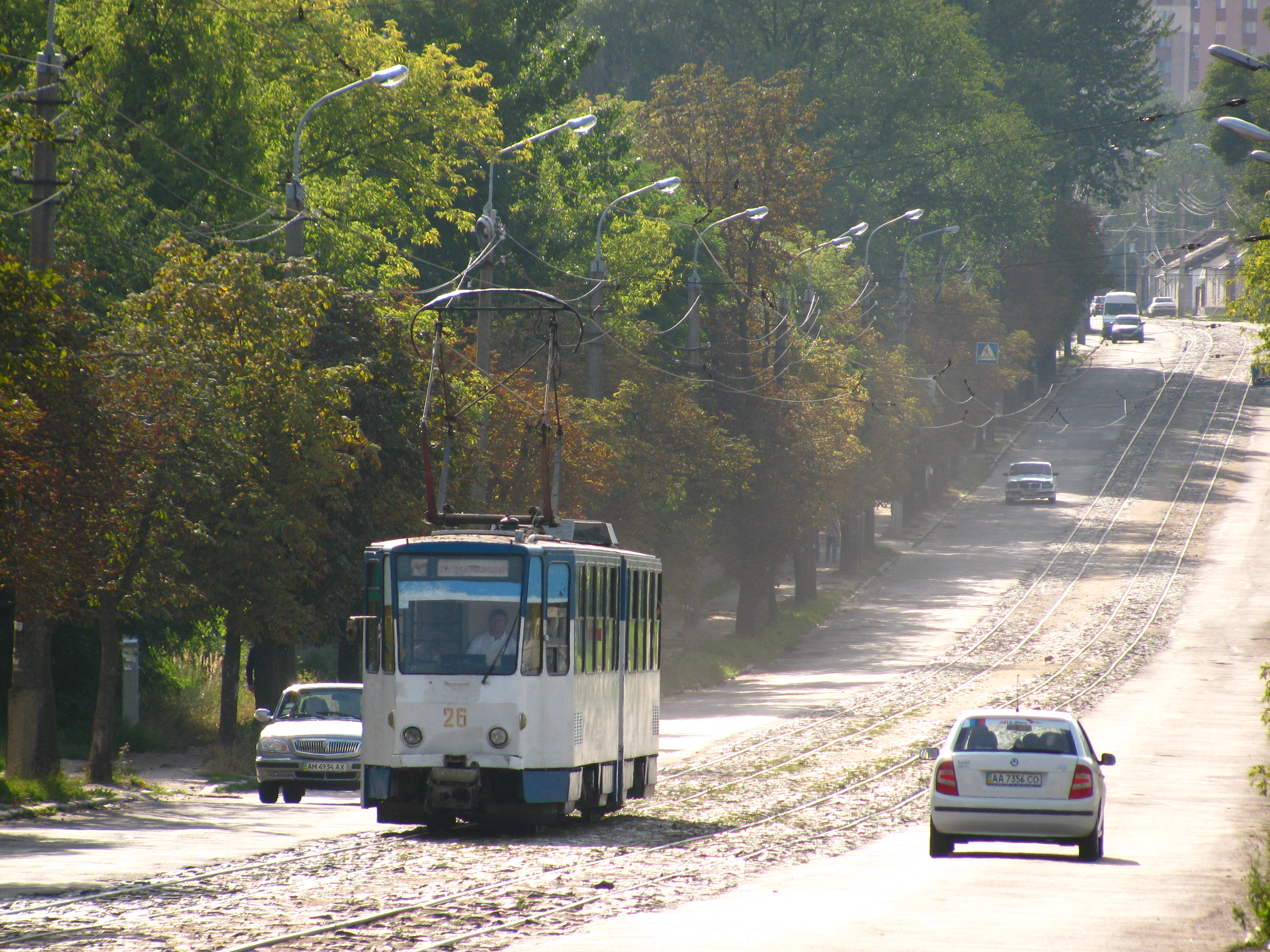
Ein KT4SU im Einsatz

Zum Einsatz kommen heute überwiegend Fahrzeuge des Typs KT4SU. Vereinzelt im Jahr 2016 auch noch T4SU.